# Vegetarianismo cristiano
Il vegetarianismo cristiano è la pratica di attenersi a uno stile di vita vegetariano o vegano, basata su convinzioni derivanti dalla fede cristiana. Questa scelta alimentare è prescritta dalle regole di alcuni ordini monastici, come i minimi, la regola carmelitana, i trappisti.Negli ultimi secoli, in parallelo allo sviluppo dell’etica animale e dei movimenti animalisti, il vegetariansmo cristiano si è intrecciato alla riflessione teologica sugli animali e sui doveri umani nei loro confronti. Si veda il libro "il vegetarianesimo di ispirazione cristiana", ora tradotto in inglese con il titolo Christian inspired Vegetarianism scritto da Marilena Bogazzi, Presidente di Associazione Cattolici Vegetariani 

## Storia

### Nella Bibbia
Secondo Marco 1,6 || Matteo 3,4, Giovanni il Battista si nutriva di locuste e miele selvatico (nella Vulgata: mel silvestre).

### I primi secoli
San Girolamo può essere considerato il padre del vegetarismo cristiano: nel Trattato contro Gioviniano, egli getta le basi teologiche della dieta vegetariana. Egli utilizza tre argomenti. Il primo è che la dieta vegetariana rappresenta la prescrizione originaria data da Dio ai progenitori (Genesi 1,29), mentre la dieta carnea viene introdotta dopo il diluvio (Gen 9,3), cosa che Girolamo interpreta come una concessione fatta da Dio alla durezza del cuore umano. Il secondo argomento è l'equiparazione della vita spirituale del cristiano al lavoro intellettuale del filosofo greco che, a differenza del lavoro manuale, non richiede l'alimentazione carnivora. Infine, Girolamo contesta l'affermazione, risalente ad Aristotele, che lo scopo naturale degli animali sia l'alimentazione umana; constatando infatti la pluralità delle concezioni culturali dei vari popoli rispetto agli animali, Girolamo ne conclude che il disegno del creatore per gli animali non è esclusivamente finalizzato agli scopi umani.
Tra i padri della Chiesa, l'astinenza dalla carne è soprattutto legata a motivazioni ascetiche, principalmente l’anelito a riprodurre lo stato di vita dei progenitori nell'Eden, caratterizzato dalla perfetta armonia con Dio e con il creato. Si riteneva, inoltre, che la dieta vegetariana favorisse la contemplazione ed educasse i monaci al controllo delle passioni, mentre si pensava che il consumo di carne potesse indurre il desiderio sessuale. È questa la posizione sostenuta da Clemente Alessandrino, Origene, Atanasio, Basilio d'Ancira, Girolamo. 
Tuttavia il vegetarianismo non divenne una pratica diffusa nel mondo monastico, anche per l’opinione contraria espressa da alcuni sinodi, come il sinodo di Ancira nel 314, di Granra nel 324, di Toledo nel 447, di Braga nel 567 e di Aquisgrana nell’816. Occorre dire anche che l'intenzione di questi sinodi era soprattutto quella di ostacolare alcune tendenze rigoriste come il marcionismo e il montanismo, che facevano leva su concezioni dualiste e finivano per riproporre i criteri veterotestamentari di impurità.

### Il Settecento e l'Ottocento
Tra il XVIII e il XIX secolo, nel Regno Unito, alcuni autori anglicani iniziano a sviluppare una riflessione propriamente teologica ed etica sul rapporto con gli animali. Nel 1776 viene pubblicata A Dissertation on the Duty of Mercy and Sin of Cruelty to Brute Animals di Humphrey Primatt. Ricavando dalla Bibbia una definizione di giustizia come legge universale, di origine divina ed estesa a tutti i viventi, egli sviluppava un'analogia tra il razzismo e il maltrattamento degli animali. Così come le differenze tra gli esseri umani – sosteneva – non giustificano la sopraffazione di un popolo sull'altro, così le differenze tra umani e non umani non legittimano la violenza esercitata sugli animali.
Nel 1838 William Hamilton Drummond dà alle stampe The Rights of Animals: And Man's Obligation to Treat Them with Humanity, trattato teologico a difesa dei diritti degli animali. L’argomentazione di Drummond ruota intorno al dovere di agire con misericordia, esteso a tutte le creature. L'autore passa in rassegna vari passi dell'Antico Testamento, che prescrivono azioni di cura e rispetto per gli animali domestici, come estensione ad essi del riposo sabbatico (Esodo 20,8-11). Per quanto riguarda il Nuovo Testamento, Drummond afferma che il rispetto della vita animale sia una diretta conseguenza dell’insegnamento di Gesù sulla misericordia.

### Il Novecento
Un'ampia riflessione teologica sui diritti animali è stata svolta dal presbitero anglicano Andrew Linzey, il quale argomenta sulla base dei diritti di Dio ("theos rights") sulla sua creazione. Poiché le creature appartengono a Dio, l'essere umano non ha il diritto di abusarne. Al contrario, poiché al presente gli animali sono in una condizione di fragilità rispetto al potere dell'uomo, quest’ultimo ha la responsabilità di tutelarli. Linzey propone pertanto di fondare teologicamente i diritti animali, sostituendo la tradizionale visiona antropocentrica con una visione teocentrica. Linzey sostiene pertanto la necessità, per i cristiani, di abbracciare una dieta vegetariana. 
In Italia, il vegetarianismo cristiano è stato sostenuto dal biblista e studioso di ebraismo Paolo De Benedetti, dal teologo Luigi Lorenzetti, dalla sociologa e filosofa Marilena Bogazzi, dal sacerdote Guidalberto Bormolini, dal Vescovo Eugenio Binini.

## Organizzazioni cristiane vegetariane
La Christian Vegetarian Association (CVA) è un’organizzazione internazionale ed ecumenica fondata nel 1999 per promuovere la cura del creato attraverso la dieta vegetariana.
Altre associazioni vegetariane cristiane attive nel mondo anglosassone e francofono sono Sarx, CreatureKind, Catholic Concern for Animals, Christian Vegetarians and Vegans UK, Fraternité pour le respect animal, Notre Dame de toute pitié.
In Italia sono attivi il Centro Studi Cristiani Vegetariani e l'Associazione Cattolici Vegetariani. Entrambi promuovono convegni e pubblicazioni teologiche sul tema dei diritti animali.